# Kelly Adams
Kelly Adams (Lincoln, 16 oktober 1979) is een Britse actrice. Ze is bekend van haar rol als Emma Kennedy in de serie Hustle.

## Biografie
Adams was tijdens haar middelbareschooltijd al bezig met acteren. Zo speelde ze in verschillende schooltoneelstukken en was ze actief bij de lokale toneelvereniging.
Na haar middelbare school ging ze naar de toneelschool Mountview Academy of Theatre Arts .
In 2002 volgde haar eerste rol in een film, ze speelde Tara Palmer-Tomkinson in een televisiefilm over prins William. Een jaar later stond ze op het toneel als Mel in Dreams from a Summerhouse. In 2004 maakte ze haar televisiedebuut in de medische dramaserie Holby City in de rol van Mickie Hendrie. De voorbereidingen voor deze rol, waaronder de audities, werd gevolgd in de documentaire Making it at Holby die in 2004 werd uitgezonden.

In 2006 verliet Adams Holby City en in dat jaar speelde ze een gastrol in de serie Robin Hood. In 2007 speelde ze alle vrouwelijke rollen in de toneelbewerking van de roman Our Man in Havana. Twee jaar later speelde ze in gastrol in Doctors en speelde ze in de film Bronson.
Er volgde drie filmrollen in 2009, The Boxer, My Last Five Girlfriends en The 7th Dimension. Ook kreeg ze dat jaar een vaste rol in de serie Hustle waar ze tot het eind van de serie de rol van Emma Kennedy speelt. In 2010 speelt ze ook een gastrol in de serie The Persuasionists.
In 2011 trouwde Adams met modefotograaf Chris Kennedy.
In 2012 speelde Adams in een korte film, 2 in a Million en in de televisieserie The Town. Een jaar later volgde de rol van Mary Greenstock in de komische dramaserie Bluestone 42.

## Filmografie

### Films
- Prince William - Tara Palmer-Tomkinson (2002, televisiefilm)
- Bronson - Irene Peterson (2008)
- The Boxer - Natalie (2009)
- My Last Five Girlfriends - Wendy (2009)
- The 7th Dimension - Sarah (2009)
- The Cricklewood Greats - Jenny Driscoll (2012, televisiefilm)
- 2 in a Million - Neema (2012, korte film)

### Televisieseries
*Exclusief eenmalige gastrollen
- Holby City - Mickie Hendrie (2004 - 2006)
- Hustle - Emma Kennedy (2009 - 2012)
- The Town - Lucy (2012)
- Bluestone 42 - Mary Greenstock (2013 - 2014)
- Mr. Selfridge - Nancy Webb (2015)

- Biblioteca Nacional de España: XX5064283
- Bibliothèque nationale de France: cb162582047 (data)
- Gemeinsame Normdatei: 1110973128
- International Standard Name Identifier: 0000 0001 1885 5144
- Library of Congress Control Number: no2011027765
- Virtual International Authority File: 164851031
- WorldCat: E39PBJrCbjMV7mVwYFpdpJqPcP